# Judełnik
Judełnik (bułg. Юделник) – wieś w Bułgarii, w obwodzie Ruse, w gminie Sliwo pole. Według danych szacunkowych Ujednoliconego Systemu Ewidencji Ludności oraz Usług Administracyjnych dla Ludności, 15 czerwca 2020 roku miejscowość liczyła 764 mieszkańców.